# 達沃斯湖
46°49′11″N 9°51′15″E / 46.81972°N 9.85417°E

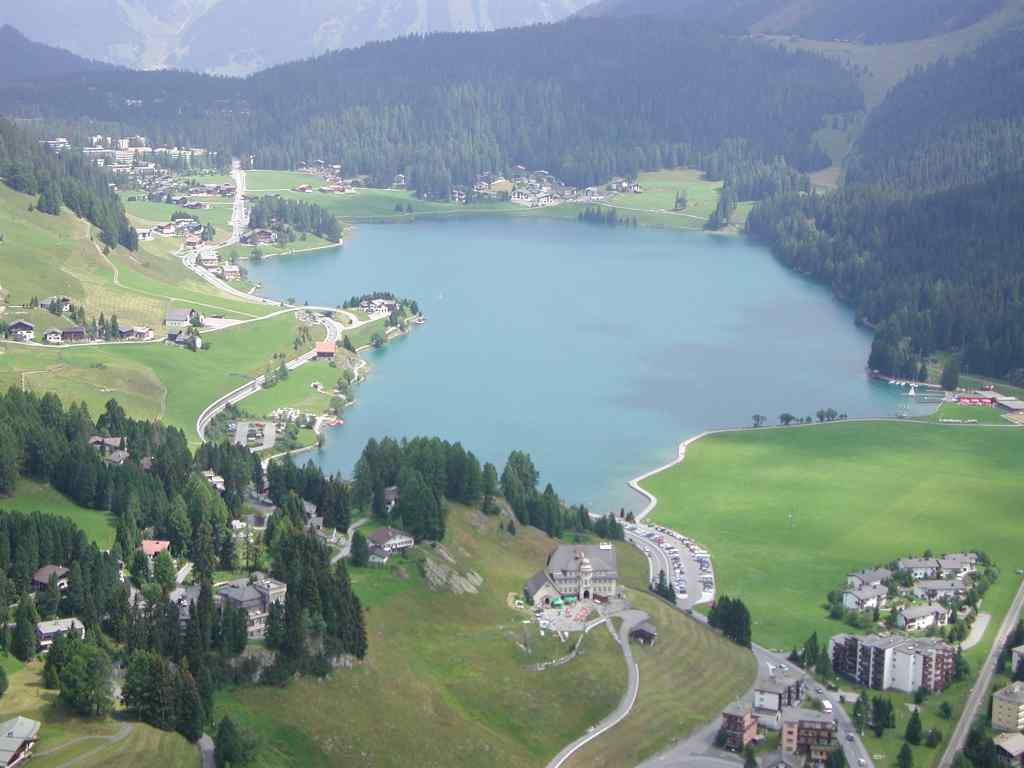

達沃斯湖（Davoser See），是瑞士的湖泊，位於該國東南部，由格勞賓登州負責管轄，長1.5公里、寬0.5公里，面積0.6平方公里，海拔高度1,560米，每年平均降雨量1,729毫米，最大水深54米，水體容量1,560萬立方米。